# La Perla, Playa Vicente
La Perla är en ort i Mexiko.   Den ligger i kommunen Playa Vicente och delstaten Veracruz, i den sydöstra delen av landet, 400 km sydost om huvudstaden Mexico City. La Perla ligger 59 meter över havet och antalet invånare är 207.
Terrängen runt La Perla är platt. Runt La Perla är det ganska glesbefolkat, med 24 invånare per kvadratkilometer. Närmaste större samhälle är Playa Vicente, 1,5 km öster om La Perla. Omgivningarna runt La Perla är en mosaik av jordbruksmark och naturlig växtlighet.